# Eucidaris
Eucidaris är ett släkte av sjöborrar. Eucidaris ingår i familjen piggsvinssjöborrar.
Kladogram enligt Catalogue of Life:
| Eucidaris | \| \| Eucidaris thouarsii \| \| \| \| \| \| Eucidaris tribuloides \| \| \| \| |
|           | \| \| Eucidaris thouarsii \| \| \| \| \| \| Eucidaris tribuloides \| \| \| \| |
|           | Aporocidaria                                                                  |
|           |                                                                               |
|           | Aporocidaris                                                                  |
|           |                                                                               |
|           | Austrocidaris                                                                 |
|           |                                                                               |
|           | Cidaris                                                                       |
|           |                                                                               |
|           | Genocidaris                                                                   |
|           |                                                                               |
|           | Goniocidaria                                                                  |
|           |                                                                               |
|           | Goniocidaris                                                                  |
|           |                                                                               |
|           | Histocidaris                                                                  |
|           |                                                                               |
|           | Ogmocidaris                                                                   |
|           |                                                                               |
|           | Prionocidaris                                                                 |
|           |                                                                               |
|           | Stereocidaris                                                                 |
|           |                                                                               |
|           | Stylocidaris                                                                  |
|           |                                                                               |
|           | Eucidaris thouarsii                                                           |
|           |                                                                               |
|           | Eucidaris tribuloides                                                         |
|           |                                                                               |

|  | Eucidaris thouarsii   |
|  |                       |
|  | Eucidaris tribuloides |
|  |                       |

## Bildgalleri

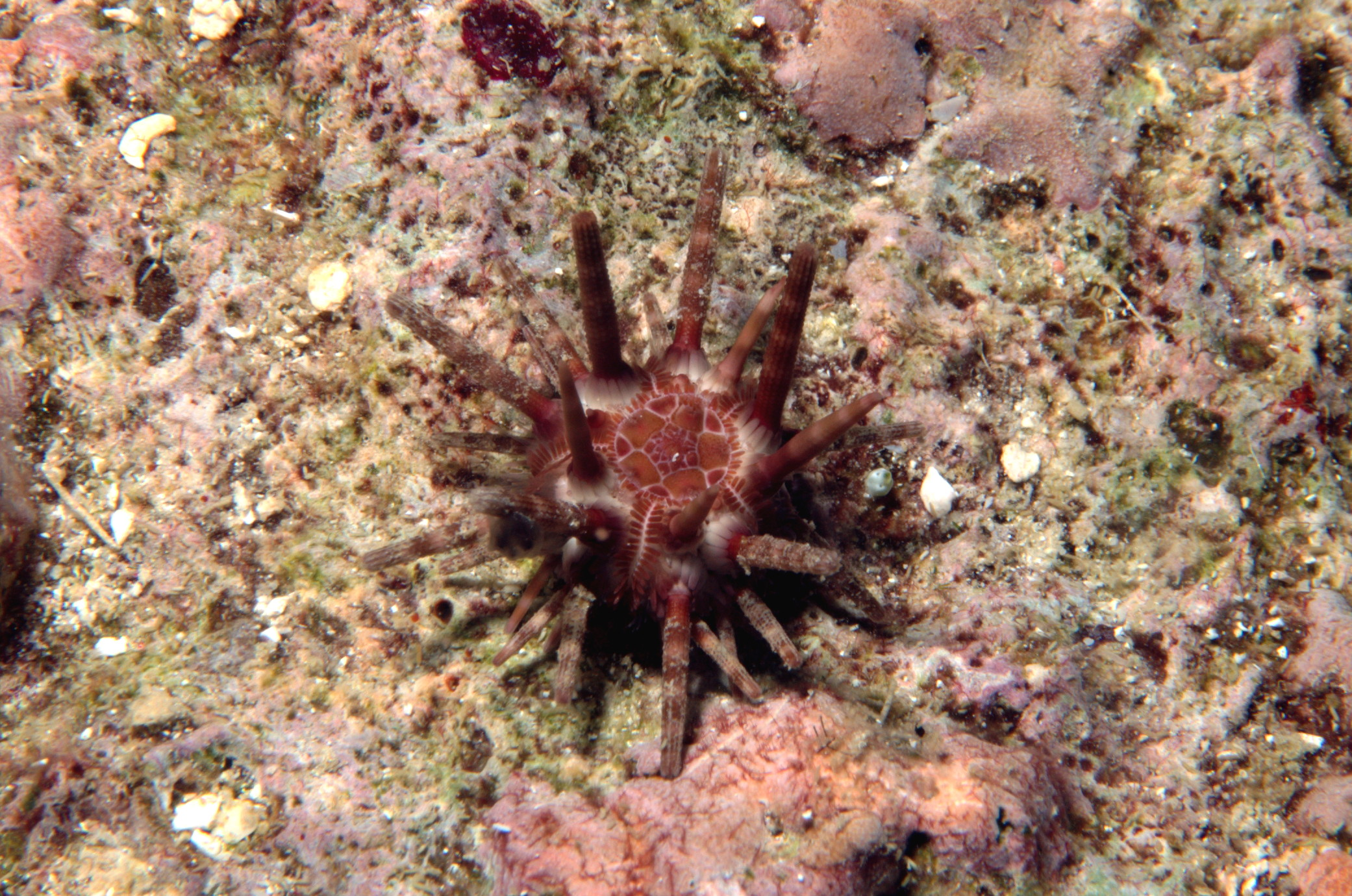